# 헌팅 파티 (2007년 영화)
《헌팅 파티》(영어: The Hunting Party)는 2007년에 개봉한 미국의 풍자 블랙 코미디 스릴러 영화이다. 보스니아 내전이 배경이며, 리처드 기어, 테런스 하워드, 제시 아이젠버그, 디아네 크루거 등이 출연하였다.
2007년 9월 3일 제64회 베네치아 국제 영화제에서 전 세계 최초로 상영되었다.

## 줄거리
1994년 초, 저명한 미국 언론인 사이먼 헌트는 보스니아 헤르체고비나에서 보스니아 전쟁을 취재한다. 자신의 아이를 임신한 현지 무슬림 여성이 세르브계 보스니아인 군에게 살해되자 사이먼은 이들의 지도자인 드라고스라브 보그다노비치 일명 "더 폭스"를 향해 복수를 맹세한다. 그날 사이먼은 원격 연결 생방송 중에 뉴스 진행자를 상대로 평정을 잃는다. 이후 사이먼은 영세 언론 매체를 상대하는 프리랜서로 전락한다.
2000년 가을, 과거 사이먼의 촬영 기사로 일한 덕은 데이턴 협정 5주년 취재를 위해 하버드 대학교를 갓 졸업한 방송국 부회장 아들 벤저민과 사라예보를 찾았다가 사이먼과 마주친다. 다시 업계 주류로 복귀하기 위해 대형 기삿거리를 찾고 있는 사이먼은 폭스가 있는 곳을 알아냈으며 그의 인터뷰를 따내려고 한다. 더 나아가 사이먼은 전범죄로 포상금이 걸린 폭스를 붙잡아 500만 달러를 받아낼 생각이다.

## 출연
- 리처드 기어 - 사이먼 헌트 역
- 테런스 하워드 - "덕" 역
- 제임스 브롤린 - 프랭클린 해리스 역
- 제시 아이젠버그 - 벤저민 스트라우스 역
- 류보미르 케레케스 - 드라고스라브 "더 폭스" 보그다노비치 박사 역
- 디아네 크루거 - 미랴나 역
- 마크 이바니어 - 보리스 역
- 미라이 그르비치 - 고란, 폭력배 1 역
- 조이 브라이언트 - 덕의 여자친구 역
- 니틴 가나트라 - 에크나트 바르와니, 인도인 UN 담당자 역
- 딜런 베이커 - CIA 요원 역

## 우리말 녹음
KBS 성우진
- 이정구 - 사이먼 헌트(리처드 기어)
- 김소형 - 덕(테런스 하워드)
- 유동균 - 벤저민(제시 아이젠버그)
- 박상일 - 프랭클린(제임스 브롤린) / 폭스의 동료(브란코 스밀랴니치)
- 오세홍 - 보리스(마크 이바니어)
- 김정호 - 폭스(류보미르 케레케스)
- 김관진 - 경찰관(니틴 가나트라)
- 김우정 - 스르잔(고란 코스티치) / 고란(미라이 그르비치)
- 석원희 - 동료 기자(필리페 데프레즈)
- 변영희 - CIA 요원(딜런 베이커) / 웨이터(세미르 크리비치)
- 은미 - 미랴나(디아네 크루거) / 덕의 여친(조이 브라이언트) / 마르다(크리스티나 크레펠라)